# Universitäre Altersmedizin Felix Platter
Die Universitäre Altersmedizin Felix Platter (auch Felix-Platter-Spital) in Basel ist ein universitäres Zentrum für stationäre und ambulante Altersmedizin. In den altersmedizinischen Schwerpunkten Gesundheit, Mobilität, Kognition und Ernährung ist das Spital sowohl in der Lehre als auch in der Forschung tätig.
Das Spital ist nach dem Universitätsspital Basel das zweitgrösste Spital der Stadt. Das Unternehmen beschäftigt ca. 960 Mitarbeitende und ist seit Januar 2012 verselbständigt. Benannt ist es nach Felix Platter, einem Basler Mediziner und Universitätsprofessor des 16. Jahrhunderts. Jedes Jahr werden rund 3000 Patienten behandelt.

## Leistungen
Das Spital ist in den folgenden Bereichen tätig:
Medizinisch
Universitäres Zentrum für Altersmedizin
- Akutgeriatrische Universitätsklinik (AGUK)
- Memory Clinic
- Basel Mobility Center / Sturzklinik
- Lehre und Forschung

Zentrum für Rehabilitation
- RehaFelix Geriatrie
- RehaFelix Neurologie
- RehaFelix Orthopädie
- RehaFelix Rheumatologie
- Psychogeriatrie
- Tagesklinik
- Spezialsprechstunden: Inkontinenz, adäquate Ernährung, Stroke und Kognition, Orthesen und Prothesen, Wundmanagement

Passerelle
- Alterspflege

Pflege
- Akutgeriatrie
- Rehabilitation inkl. Psychogeriatrie
- Passerelle

Therapien und Beratung
- Aktivierungstherapie
- Ergotherapie
- Ernährungsberatung
- Logopädie
- Physiotherapie (inkl. Therapiebad und Trainingscenter Fitalix)
- Psychologischer Dienst
- Seelsorge
- Sozialberatung

## Geschichte
Das „Felix Platter-Spital“ gibt es unter diesem Namen seit November 1956. Seine Anfänge gehen ins Jahr 1890 zurück. Damals war das Basler Bürgerspital hoffnungslos überfüllt, weshalb ein zusätzliches Hospital mit 120 Betten an der damals noch weitgehend unbebauten und verkehrsarmen Burgfelderstrasse in Betrieb genommen wurde. Das Hospital wurde im Laufe der Zeit vielfältig genutzt – während der zwei Weltkriege auch als Magazin für das Militär und als Unterkunft für die Soldaten. Dazwischen und vor allem nach den Kriegen wurden im Spital mehr und mehr Patienten aus Chirurgie, Neurologie, Allgemeiner Medizin und Gynäkologie betreut.
Im Jahr 1956 wurde aus dem bisherigen „Hilfsspital“ das „Felix Platter-Spital“. Bald darauf begannen die Planungsarbeiten für den Neubau und die zwei Personalhäuser durch die Architekten Fritz Rickenbacher und Walter Baumann. 37,7 Millionen Franken waren dafür bewilligt worden. Am 24. Februar 1967 fand die Einweihung statt. In dieser Zeit sind das Geriatrische Kompetenzzentrum, die Orthopädische und die Rheumatologische Universitätsklinik entstanden. Auch baulich hat sich das Felix-Platter-Spital laufend verändert. Die letzte grosse Renovation und Erweiterung ist 1999 abgeschlossen worden. 
Die Orthopädische Universitätsklinik ist am 1. März 2003 ins Universitätsspital verlegt worden. Gleichzeitig wurde die orthopädische Rehabilitation im Felix-Platter-Spital aufgewertet. 
Am 1. Januar 2012 wurde das Felix-Platter-Spital eine „öffentlich-rechtlich selbständige Anstalt“ und ist somit nicht mehr Teil der Verwaltung des Kantons Basel-Stadt. 
Anfangs 2013 bauten das Universitätsspital und das Felix-Platter-Spital die Zusammenarbeit weiter aus. Die Akutgeriatrie (AGUK, Memory Clinic, Basel Mobility Center) des USB wurde per 1. Januar 2013 samt dem universitären Lehrstuhl für Geriatrie mit dem Felix-Platter-Spital zusammengeführt. Damit wurde der Grundstein zu einem neukonzipierten universitären Zentrum für Altersmedizin und Rehabilitation zu Gunsten der älteren Wohnbevölkerung in der Region gelegt. Auf den gleichen Zeitpunkt hin wurde im Gegenzug die bislang am FPS domizilierte universitäre Lehrstuhl für Rheumatologie neu dem Universitätsspital angegliedert.